# Inga Eduardowna Abitowa

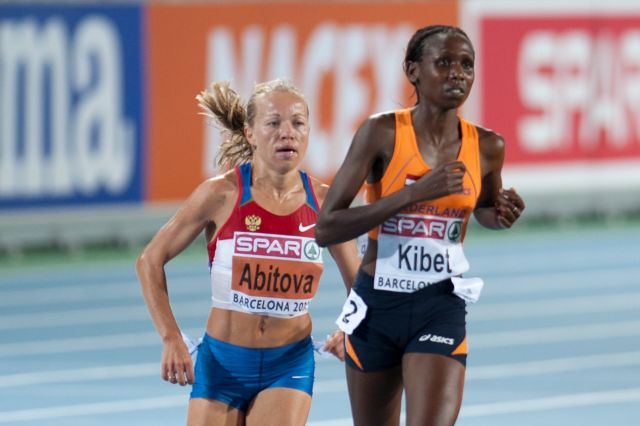
Inga Abitowa (links) und Hilda Kibet bei den Leichtathletik-Europameisterschaften 2010

Inga Eduardowna Abitowa (russisch Инга Эдуардовна Абитова; engl. Transkription Inga Abitova; * 6. März 1982 in Nowokuibyschewsk) ist eine russische Langstreckenläuferin.

## Leben
Abitowa holte bei den Europameisterschaften 2006 in Göteborg Gold im 10.000-Meter-Lauf mit ihrem persönlichen Rekord von 30:31,42 min. Dies war zudem die siebtschnellste je von einer Europäerin gelaufene Zeit. Im Jahr 2005 gewann sie den Belgrad-Marathon in 2:38:20 h. 2006 verbesserte sie ihre Zeit als Zweite beim Mumbai-Marathon auf 2:33:55 h.
Bei den Leichtathletik-Weltmeisterschaften 2007 in Osaka wurde sie über 10.000 Meter Zwölfte und bei den Olympischen Spielen 2008 in Peking über dieselbe Distanz Sechste. 
2009 wurde sie Sechste beim London-Marathon in 2:25:55 h, Neunte bei den Halbmarathon-Weltmeisterschaften in Birmingham und gewann die Erstaustragung des Yokohama-Marathons in 2:27:18 h. 2010 wurde sie Zweite beim London-Marathon und verbesserte dabei ihren persönlichen Rekord um über drei Minuten. Im selben Jahr gewann sie bei den Europameisterschaften in Barcelona die Silbermedaille im 10.000-Meter-Lauf.
Im November 2012 wurde sie auf der Grundlage von Veränderungen ihres im Blutpass angegebenen Hämoglobin-Wertes vom russischen Verband für zwei Jahre gesperrt. Alle Ergebnisse ab dem 10. Oktober 2009 wurden rückwirkend gestrichen.

## Doping
2016 wurde bei Nachtests in einer Dopingprobe der Olympischen Spiele 2008 das Anabolikum Dehydrochlormethyltestosteron nachgewiesen, woraufhin Abitowa nachträglich disqualifiziert und vom russischen Verband für vier Jahre gesperrt wurde.

## Persönliche Bestzeiten
- 3000 m: 9:02,88 min, 20. August 2006, Birmingham
- 5000 m: 15:15,05 min, 15. Juli 2006, Tula
- 10.000 m: 30:31,42 min, 7. August 2006, Göteborg
- Halbmarathon: 1:09:53 h, 11. Oktober 2009, Birmingham
- Marathon: 2:22:19 h, 25. April 2010, London